# Thorectes punctatolineatus
Thorectes punctatolineatus es una especie de coleóptero de la familia Geotrupidae.

## Distribución geográfica
Habita en el sudeste de la España peninsular.
Calificada como en peligro en el Libro Rojo de los Invertebrados de Andalucía.